# دشيشى
الدشيشه ( , بالصوماليه Dishiishe بالانجليزي Dishishe) ويكتبون دشيشى أيضًا وهم عشيرة صومالية بارزة ضمن سلالة دارود هارتي . إنهم عشيرة فرعية من أحمد هارتي، والمعروفة أيضًا باسم موراعسى( Mooracase ).
ويعتبرون عشائر شقيقة لجابتانلي(Gabtanle)، وتينلي(Tiinle)، وماجانلابي(Maganlabe). يعيش الدشيشه بشكل أساسي في ولاية بونتلاند في الصومال ، ولا سيما في منطقتي باري وسناج ، مع وجود موثق أيضًا في كيسمايو، جنوب الصومال. بالإضافة إلى الصومال، يتواجد الدشيشة أيضًا في عُمان، وخاصة في محافظة ظفار ، كما تم توثيق وجودهم أيضًا في اليمن. ترجع القبيلة بنسبها إلى محمود إسماعيل أحمد هارتي

## التاريخ
بالاستناد إلى ملاحظات المستكشف وعالم الطيور الألماني في منتصف القرن التاسع عشر، ثيودور فون هيوجلين، تم توثيق أن شعب الديشيشه كانوا من بين أوائل من أسسوا مستوطنات عديدة داخل القرن الأفريقي. تحدد سجلات بيترمان عدة من هذه المستوطنات، بما في ذلك: بندر قاسم (بوصاصو)، المعروفة تاريخيًا باسم موسيلون، رأس ماريرة، بندر باد، رأس هنترة، وبندر خور.
```

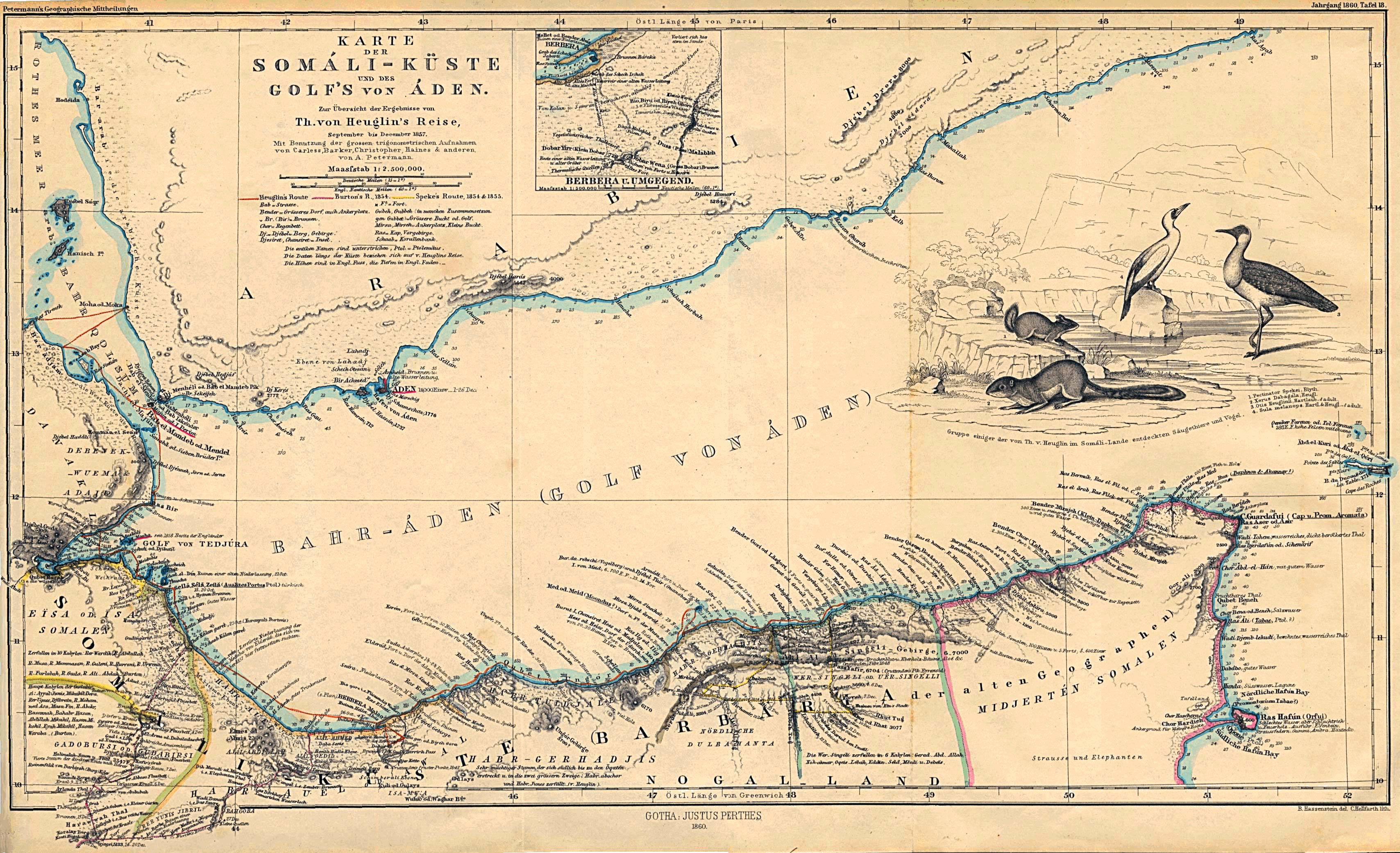
استكشافات ثيودور فون هيوجلين عام 1857 للساحل الصومالي وخليج عدن، كما رسمها أ. بيترمان

تشير الروايات التاريخية والتقاليد الشفوية إلى أن قبيلة الديشيش كانت من أوائل المستوطنين الذين أدركوا إمكانات موقع بوساسو الساحلي الاستراتيجي. بصفتهم تجارًا ورجال أعمال مهرة، أسس الديشيشى مركزًا تجاريًا مزدهرًا في 
بوصاصو
، مستفيدين من سهولة الوصول إلى الطرق البحرية وارتباطها بالمجتمعات الداخلية. عززت أنشطتهم التجارية النمو الاقتصادي وجذبت مستوطنين آخرين إلى المنطقة، مما ساهم في توسع المدينة وشهرتها. يتجلى إرث الديشيشى في بوصاصو في استمرار وجودهم في المنطقة ومساهماتهم في النسيج الاجتماعي والاقتصادي للمدينة. ويُبرز دورهم التاريخي كمؤسسين وتجار روحهم الريادية وتأثيرهم الدائم على تطوير بوساسو كمدينة ساحلية حيوية في الصومال. في عشيرة الديشيشى، يحمل منصب كبير الشيوخ اللقب التقليدي المرموق "
أوغاس
". لا يدل هذا اللقب على القيادة داخل قبيلة الديشيشى فحسب، بل يمنح أيضًا دورًا قياديًا رمزيًا اسميًا على اتحاد عشيرة الهرتي الأوسع. حاليًا، يحمل لقب أوغاس 
أوغاس حسن أوغاس ياسين
، الذي يُعتبر، بحكم منصبه كزعيم قبيلة الديشيشى، الزعيم الاسمي 
للهرتي
.
```

هناك بعض العشائر من عشيرة الدشيشه هاجروا الى اليمن وعمان, خصوصا بيت الدشيشه في عمان, ويعتبر عشيرة معروفة في سلطنة عمان وابناء اعمام عشيرة الدشيشه في الصومال
قال المستكشف الإيطالي جوليو بالداتشي، الذي جاب السواحل الصومالية بين عامي ١٩٠٦ و١٩٠٩:
"بعد حوالي ثلاث ساعات ونصف سيرًا على الأقدام من بيت نور، وصلنا إلى بندر قاسم (التي يسميها العرب أيضًا: اسمها الأصلي بوصاصو)، التي بُنيت قبل حوالي ستين عامًا، وكان قبيلة جابتانلي (وهي قبيلة بحرية، شبه منقرضة الآن) أول من بنى بضعة أكواخ هناك. ثم انضم إليهم، بعد فترة وجيزة، قبيلة الدشيشة".

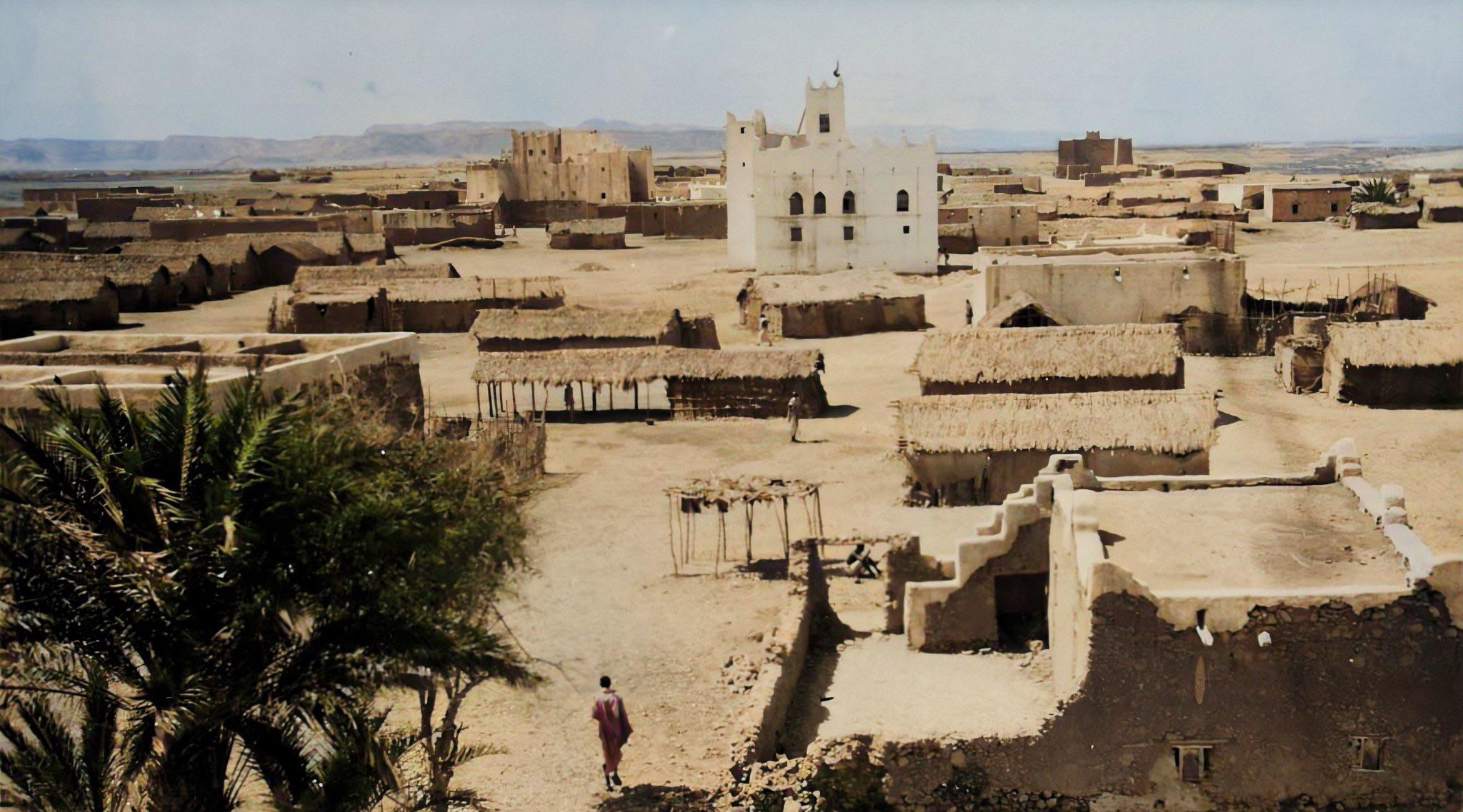
بوصاصو ١٩٢٦

ويعتبرون عشائر شقيقة لماجرتين، وارسانغيلي، ذولبهانتي، والعشائر الأخرى، وجميعهم أبناء هارتي، دارود

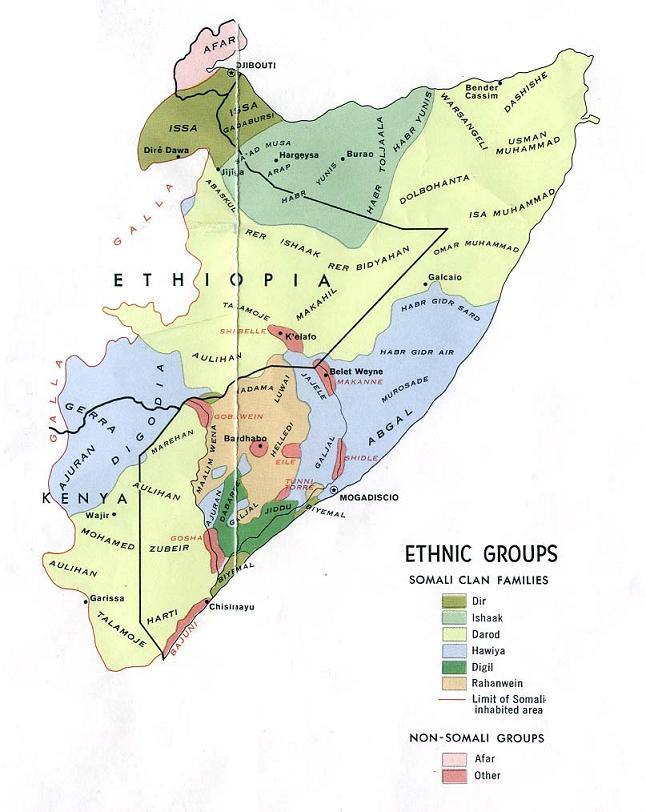
الأراضي التقليدية التي يسكنها العشائر الصومالية المختلفة كما هو موضح

## شجرة العشيرة
- دارود
  - محمد (كابللح)
    - عبدي (كومبي)
      - صالح هارتي
        - أحمد هارتي (موراعسى)
          - وعيس إسماعيل أحمد (تينلي)
          - نوح إسماعيل أحمد (ماجانلابي)
          - عبد الله إسماعيل أحمد (جابتانلي)
          - محمود إسماعيل أحمد (دشيشة)
            - عبد الرحمن محمود (مييرواق)
              - عبد الله عبد الرحمن (ماكادور)
                - إسحاق عبد الله (رير بوقور)
                - عبد الكريم عبد الله
                  - زكريا علي عبد الكريم
                  - محمود عبد الكريم

              - إسماعيل عبد الرحمن
                - يونس إسماعيل
                - سعيد إسماعيل
                - أوغار إسماعيل
                  - عبد الله أوغار
                  - جبريل أوغار (رير حاجي)
                    - معاوية جبريل أوغار
                    - عثمان جبريل أوغار
                      - محمد عيسى عثمان جبريل
                      - فاهي صالح عثمان جبريل
                      - روبلي عثمان جبريل
                        - غابدون روبلي
                        - إسحاق روبلي
                        - صالح روبلي
                        - محمود روبلي
                          - محمد محمود
                          - موسى محمود

                  - عبد الكريم أوغار (باه وداغ)
                    - أحمد إسحاق عبد الكريم (رير أوغاس)
                    - سليمان إسحاق عبد الكريم
                    - محمد إسحاق عبد الكريم